# 附屬池田小學事件
附屬池田小學事件是於2001年6月8日發生在日本大阪池田小學的無差別殺人事件，犯人宅間守（犯案後結婚從妻姓，改姓吉岡）因殺死8位一年級和二年級學生，以及刺傷13名學生和2位教師，被判死刑，並已在2004年9月14日執行。

## 事件概要

### 犯人的成長背景
宅間守的祖先是薩摩藩的下級武士，在事件發生前，這樣的家系一直是宅間家的驕傲；宅間家也繼承了這樣的傳統，不乏有許多警務、法律相關的從業者。宅間守的曾祖父曾經是武士，在明治維新開始後當上了警官，並從鹿兒島縣渡海前往奄美大島就職；隨後又移居到大阪的河內地區。宅間守的祖父則在宅間守的父親17歲的那年春天過世。宅間守的父親的最終學歷只有小學畢業，就成了宅間家一家6口的支柱。
據宅間守的父親所說，「我從小時候就常常和我父親（即宅間守的祖父）在庭院用木刀對打」「終身都保持著薩摩藩武士的驕傲」「我一生的信念就是永遠不要給別人添麻煩」「我們家的男子不管經過幾代，都得嚴格的修身養德，把他們教育成真正的武士」「我也是這樣受我父親管教過來的，這和出身地或身分都沒有關係」。可以看出來，宅間守的父親是一個極為平凡的嚴父，儘管自己的人生談不上成功，卻仍然保持著強烈的尊嚴。
宅間守的父親對家人一向使用暴力。宅間守在生活上的應對進退，也受到父親很嚴格的管教。事件後宅間守回憶到，由於痛恨使用暴力的父親，曾經想過在父親沉睡時用菜刀把他給殺了。宅間守在離開自衛隊後，由於行徑更為偏差，和父親關係進一步的惡化；曾經兩人互相扭打在一起時，宅間守的父親用水泥砖猛烈的毆打他。事件後，宅間守的父親對兒子的評價是「他一向把自己的不順遂全歸咎於別人」。 
宅間守的母親由於不擅長家事、育兒，因此這些工作都是由宅間守的父親來做的。宅間守的母親對兒子可以說是某種程度上的遺棄狀態。宅間守的母親在懷宅間守的時候，宅間守的父親也說過要讓妻子墮胎，最後不了了之。另外，宅間守的母親對於餵母乳這件事感到很反感。在事後從宅間守的住家所扣押的筆記當中，也記載了在宅間守報考中學時，曾經被母親辱罵過「要是沒生你這種人就好了」。
宅間守在3歲的時候就曾經騎著三輪車在道路中間行進，造成大塞車。他也有用報紙裹住貓再點火殺害的虐待動物經歷。上中學後，宅間守對弱者的欺凌並沒有任何改變；據犯案後從事精神鑑定的醫生所說，宅間守曾經在自己喜歡的女同學的便當內加入自己的精液。
從小學時代起，宅間守對自衛隊的事情一直很有興趣。曾經大聲宣揚「我將來要加入自衛隊」，也曾經一個人大聲的唱著軍歌。升上高中後，還曾經跟同學們說「我要加入自衛隊了，再跟你們相處也沒多久了」。在高中時因打架斗殴被学校除名的時候，反省書裡面也曾寫到「加入自衛隊的選考才是主戰場!高中時代的履歷對自衛隊的選考沒有任何影響」等等。
最後，他加入日本航空自衛隊，但之後因與未成年女孩同居而被逐出自衛隊。他搬到池田市，然後成為一位巴士及垃圾車司機，他是一位喜孤獨者，不喜歡與顧客溝通，喜歡自己一個人工作，同事們覺得他是一位文靜及不值得注意的的男人。
不過，1996年他猥亵一名噴香水的妇女後，被公司開除，之後到一所距離池田市6公里的幼稚園工作。他於1998年10月因涉嫌猥亵妻子而被捕。
在1999年3月3日，他将一些镇定剂混入同事的饮料中，導致四人入院。宅間守被捕後被送往精神病院，被診斷有精神分裂症。一個月後因為「有能力照顧自己」而出院，期間經常進出醫院。
宅間守於1999年11月因涉嫌入侵他人住宅而被捕，但之後被撤銷指控，2000年9月找到一份出租車司機的工作，但於同年10月16日因猥亵酒店女服務生及打傷她的鼻子而被開除，他在被出租车公司开除后不久后于11月在建材公司找到了自卸车司机的工作，同年于11月因為在陽臺外亂丟垃圾而被逐出公寓。
2001年2月1日因不听指示开自卸车倾倒建筑废物在河里，以及横冲直撞损坏公物被公司开除，同年5月23日，他再次進入醫院，但一日後離開醫院後再沒有回來。

## 事件
2001年6月8日，法院審訊關於酒店女服務生被猥亵的案件。他故意服用超過正常劑量十倍的精神科藥物，然後進入池田小學校開始殺人。與職員搏鬥後被捕，他在被捕時處於混亂的狀態，最初他不斷說：「我進入了一間幼稚園。」但之後說：「我進入火車站後用刀刺傷100人。我沒有進入幼稚園。」當他被審問的時候，他指出：
「所有事變得不能容忍。我不斷地嘗試自殺，但我做不到。我希望被捕以及判以死刑。」
宅間守之前一直希望殺死更多人而被判死刑，以達致殺一儆百之效。
在2003年8月28日，宅間守多次被裁定殺人罪和傷害他人身體被判死刑。宅間守對此毫無悔意，不願意對受害者家屬致歉，並說希望儘快將他處決。他於2004年9月14日被處以絞刑。

### 在判决的发言
「想让世间明白自己那样地愚蠢将来什么展望连对没有的人，家稳定的富裕的孩子也一瞬也被扼杀的不合理。」
「想将不仅仅是学习还有这样的一击给予。」
「引起事件之后也全然没满足。」
「只反省和对不起心情没有，向自己的后悔。」
「如果是贫穷毫无意义的人生，还是此次。」
「听了吗？合起8份你们的孩子，只我一份价值以外是没有生命。」

### 類似襲撃事件
- 文京区小學二年級女童殺害事件（日语：文京区小2女児殺害事件）（1954年4月19日）
- 京都小学生殺害事件（日语：京都小学生殺害事件）（1999年12月21日）
- 宇治小学校兒童傷害事件（日语：宇治小学校児童傷害事件）（2003年12月18日）
- 首爾日本人学校幼稚園兒童襲撃事件（日语：ソウル日本人学校園児襲撃事件）（2004年1月29日）
- 寝屋川市立中央小学校教師殺傷事件（日语：寝屋川市立中央小学校）（2005年2月14日）
- 臺北市文化國小襲擊事件（2015年5月29日）

## 外部連結
- 宅間守資料（日語）
- 大阪教育大学 （页面存档备份，存于）（日語）
  - 附属池田小学校の事件に関して （页面存档备份，存于）（日語）
- 附属池田小学校 （页面存档备份，存于）（日語）
  - 大阪教育大学学校危機メンタルサポートセンター （页面存档备份，存于）（日語）
- 關於這次事件的系列報導 （页面存档备份，存于）